# Willi Göddertz
Willi Göddertz (* 24. Januar 1956) ist ein ehemaliger deutscher Fußballspieler.

## Sportlicher Werdegang
Göddertz spielte zunächst für Fortuna Opladen im Amateurbereich, ehe der Abwehrspieler im Sommer 1980 von der SG Union Solingen in die 2. Bundesliga geholt wurde. Unter Trainer Horst Franz war er auf Anhieb Stammspieler, ehe er nach einer 0:3-Niederlage bei Werder Bremen am zwölften Spieltag ins zweite Glied rutschte. Nachdem Franz die Mannschaft ins vordere Mittelfeld geführt hatte, wurde dieser im Dezember des Jahres von im Abstiegskampf befindlichen Bundesligisten Arminia Bielefeld abgeworben. Unter Neutrainer Gerhard Prokop kehrte Göddertz ab Januar 1981 in die Startformation zurück, ehe er in den letzten Wochen unter dem dritten Trainer im Verlauf der Spielzeit 1980/81 Frank Herbeling wieder öfters auf der Ersatzbank saß. Insgesamt kam er zu 33 Saisoneinsätzen als der Klub als Nord-Tabellensiebter die Qualifikation für die eingleisige 2. Bundesliga schaffte. Dort spielte er mit dem Klub in den folgenden Jahren regelmäßig gegen den Abstieg, war aber unter den Trainern Gerhard Prokop, Erhard Ahmann, Lothar Kleim, Eckhard Krautzun, Hans-Georg Linnert und erneut Krautzun über weite Strecken jeweils Stammspieler in der Defensive. Hatte in der Spielzeit 1982/83 nur die bessere Tordifferenz gegenüber dem punktgleichen FC Augsburg den Klassenerhalt gebracht, avancierte die Mannschaft in der folgenden Spielzeit zum Aufstiegskandidaten. Die letzten Saisonspiele verpasste er dabei verletzungsbedingt und beendete anschließend nach 123 Zweitligaspielen, in denen er zwei Tore erzielt hatte, seine Profikarriere.